# Narayan (Nepal)
Narayan (Nepali नारायण) ist eine Gebirgsstadt und Verwaltungssitz im westlichen Nepal im Distrikt Dailekh in der Provinz Karnali. 
Über eine Stichstraße ist Narayan mit Birendranagar und Nepalganj verbunden. Die Fläche beträgt 110 km².

## Geschichte
Im Zuge der Neustrukturierung der lokalen Ebene und der Schaffung der Gaunpalikas (Landgemeinden) durch Zusammenlegung und Abschaffung der Village Development Committees am 10. März 2017 wurden die VDC  Bhawani, Bindhyabasini und zwei Wards des VDC Khadigaira eingemeindet.

## Einwohner
Bei der Volkszählung 2011 hatte die Stadt Narayan 21.110 Einwohner (davon 9866 männlich) in 4678 Haushalten. Durch die Eingemeindungen im Jahr 2017 erhöhte sich die Einwohnerzahl auf 27.037 Einwohner.